# Tremmelhauserhöhe
Tremmelhauserhöhe ist ein Ortsteil des Marktes Lappersdorf nördlich von Regensburg mit 106 Einwohnern am Jahresende 2019.

## Geographie
Das Dorf liegt auf einer Anhöhe westlich oberhalb des Hauptortes Lappersdorf und grenzt unmittelbar an das Gemeindegebiet von Pettendorf und das Gebiet des Regensburger Stadtbezirkes Ober-/Niederwinzer-Kager. Am Dorfrand gibt es ein besonders im Sommer als Ausflugsziel beliebtes Wirtshaus und eine Schießsportanlage eines Regensburger Schützenvereins. Etwa 800 Meter südöstlich bereits auf Regensburger Gemeindegebiet befindet sich die kleine Wallfahrtskapelle Maria Tannerl, sowie 1,2 Kilometer südlich auf Pettendorfer Gemeindegebiet die sogenannte Watzlik-Kapelle, bei der ein Totenbrett an den böhmisch-deutschen Schriftsteller Hans Watzlik erinnert, der seine letzten Lebensjahre im Pettendorfer Ortsteil Tremmelhausen verbracht hat.

## Geschichte
Bis zur endgültigen Eingliederung in das Königreich Bayern im Jahr 1808 gehörte das Gebiet des Ortes zur Pfalzgrafschaft Pfalz-Neuburg, deren Grenze zum Herzogtum Bayern-München zwischen Tremmelhauserhöhe und Kareth noch durch einen Grenzstein aus dem Jahre 1505 markiert wird. Die Siedlung ist wohl erst um 1800 entstanden und nach dem nahegelegenen Gut Tremmelhausen benannt worden. Im 19. Jahrhundert war parallel dazu auch die Bezeichnung „Bachhöfen“ gebräuchlich. In der Mitte des 19. Jahrhunderts war die „Einöde“ Tremmelhauserhöhe Bestandteil der Gemeinde Kareth im Landgericht Stadtamhof. Im Jahr 1861 wurden 32 Einwohner in 17 Gebäuden registriert. Für die schulpflichtigen Kinder war zu dieser Zeit die Schule in Pettendorf zuständig. Im Jahr 1978 ging Kareth zusammen mit seinem Ortsteil Tremmelhauserhöhe in der Einheitsgemeinde (später Markt) Lappersdorf auf.